# Ljusgölen (Kisa socken, Östergötland)
Ljusgölen är en sjö i Kinda kommun i Östergötland och ingår i Motala ströms huvudavrinningsområde.